# Ямгорт
Ямгорт — деревня в Шурышкарском районе Ямало-Ненецкого автономного округа России.

## География
Расположена на левом берегу реки Сыня, в 205 км по прямой (в 280 км по автодорогам) к юго-западу от города Салехарда и в 54 км по прямой (в 80 км по автодорогам) к юго-западу от районного центра, села Мужи.
Улиц две — ул. Кедровая и ул. Мира.
Ближайшие населённые пункты: Святой-Мыс 30 км, Овгорт 28 км, Нымвожгорт 40 км.

## Население
| 1989 | 2002 | 2010 | 2021 |
| ---- | ---- | ---- | ---- |
| 221  | ↗246 | ↘232 | ↘157 |

## История
Первое упоминание Ямгорта относится к 1794 году: в 2019 году селению исполнилось 225 лет.
С 2005 до 2022 гг. деревня входила в состав сельского поселения Овгортское, упразднённого в 2022 году в связи с преобразованием муниципального района в муниципальный округ.

## Экономика
Рыбоводство, оленеводство.